# 朱慈煃 (荊王)
荆王朱慈煃（？—1646年5月23日），明朝荆定王朱由樊庶长子，荆王朱慈㷑的兄长。
崇祯十五年（1642年）朱慈㷑去世，朱慈煃不知何年袭封荆王。崇祯十七年（1644年）十二月，受命与世子朱和至居住于九江。清朝攻占九江，朱慈煃被俘虏到北京。隆武二年（1646年）五月，他与衡王朱由棷铸造印章，图谋起兵，遇害。清朝放走了他的王妃蕲州人桂氏，桂妃在雨湖头陀庵出家为尼。朱和至不知所终。